# Битва за Хайнань

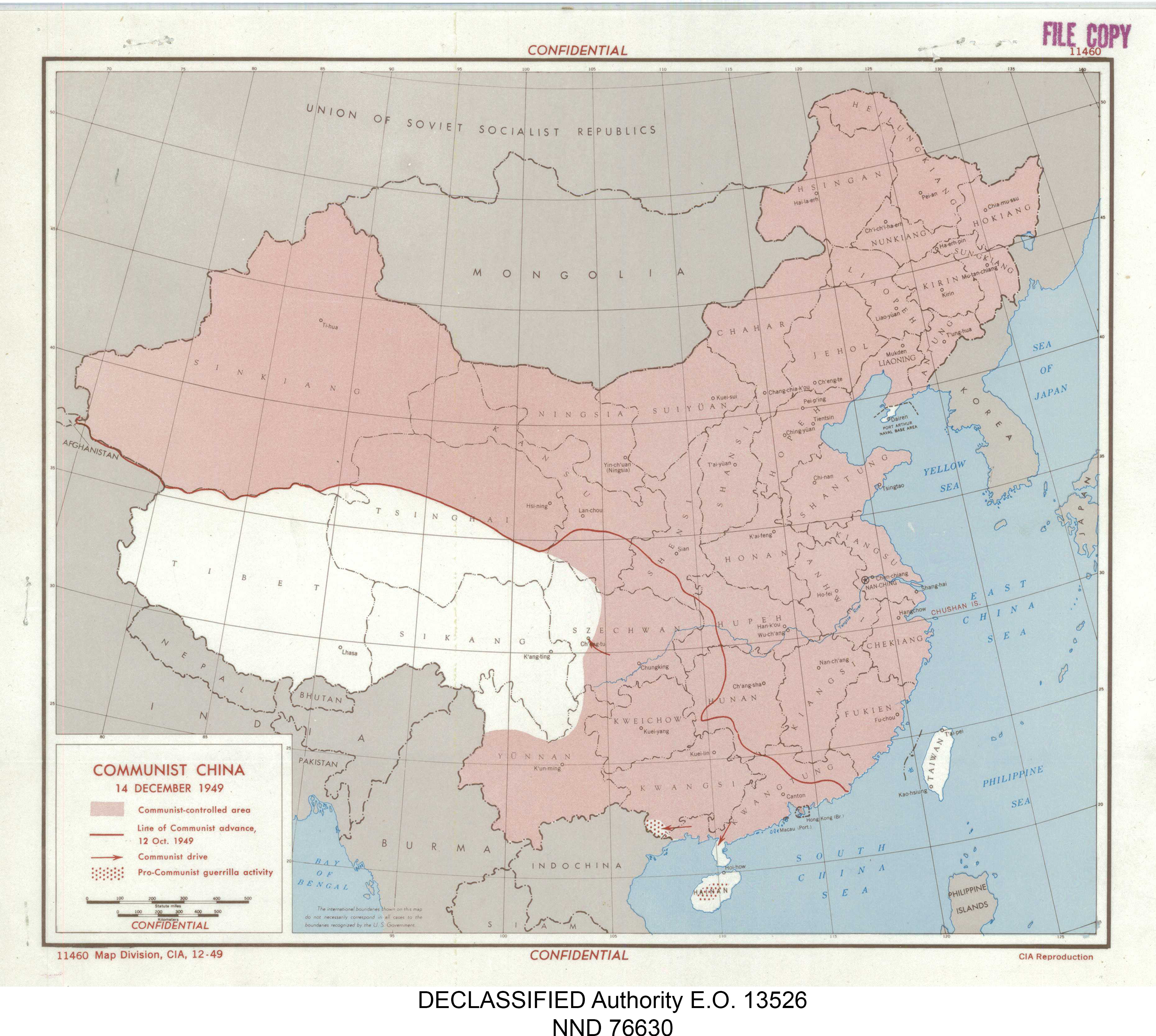
По состоянию на декабрь 1949 года китайские коммунисты контролировали весь материковый Китай, за исключением де-факто независимой страны - Тибет, а также Тайваня и Хайнаня (в самом низу). (по данным ЦРУ)

Десантная операция на острове Хайнань (кит. : 海南岛登陆战役; пиньинь: Hǎinándǎo Dēnglà Zhànyì) или Хайнаньская кампания (кит. 战役) — военная операция во время гражданской войны в Китае, проводившаяся в марте-апреле 1950 года Народно-освободительной армией Китая против гоминьдановской армии.

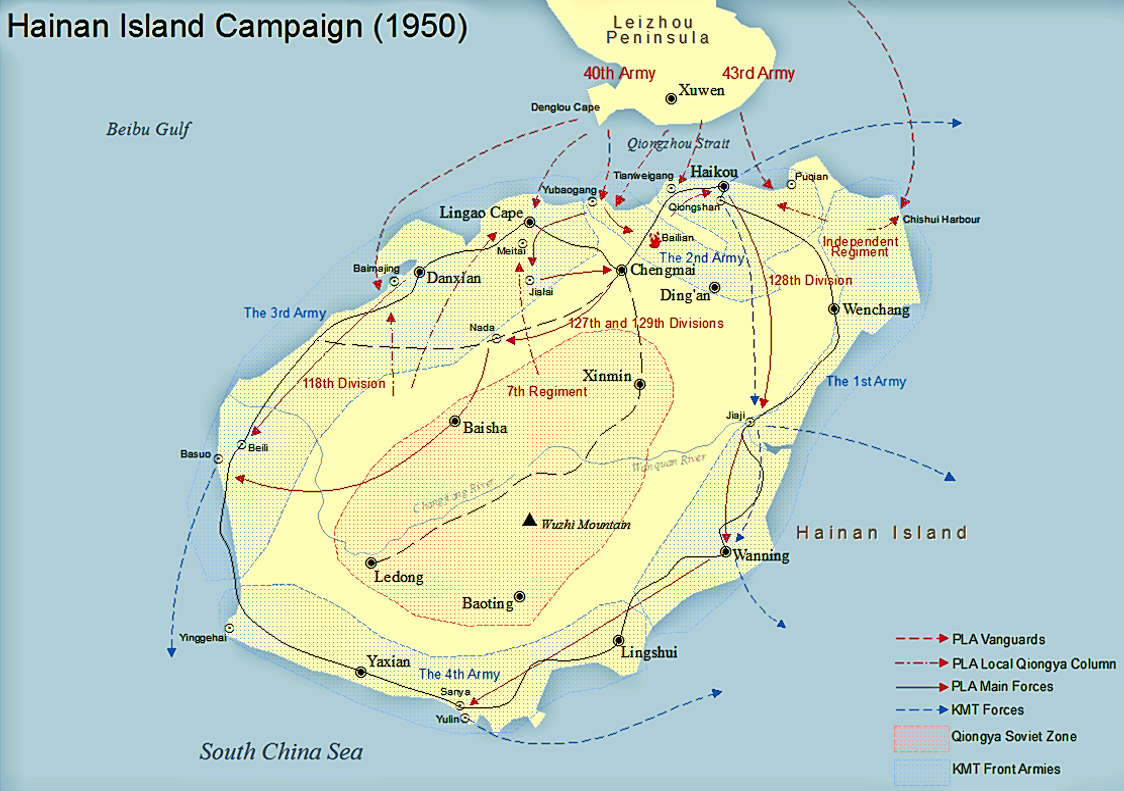
Карта-схема. Хайнаньская кампания в 1950 году

## Стратегия Гоминьдана
Стратегия националистов была проста: защищать остров Хайнань, отразив неминуемую атаку коммунистов. Националисты сформировали Главный штаб обороны Хайнаня, и Сюэ Юэ был назначен главнокомандующим. Для защиты острова были выделены пять армий и две дивизии, военно-морской флот, насчитывающий более четырёх десятков боевых кораблей, полк морской пехоты и четыре группы авиации с сорока пятью самолётами различных типов, и была создана эшелонированная оборона. 32-я армия националистов была назначена для охраны восточной части острова. 13-я временно организованная националистическая дивизия, учебная дивизия и 62-я армия были назначены для охраны северной части острова. 4-я и 64-я националистические армии были назначены для охраны западной части острова. 63-я националистическая армия должна была охранять южную часть острова. Националистическим 3-м флотом и частям ВВС была поставлена задача патрулировать акваторию и не допускать приближения врага к острову. Как и его войска, Сюэ был уверен, что они смогут удержать остров.

## Стратегия коммунистов
Коммунистическое верховное командование, центральный военный комитет Коммунистической партии Китая, поручило 4-й полевой армии очень тщательно  планировать захват острова и лучше всего завершить операцию весной и летом 1950 года. XV Корпус Четвёртой полевой армии, возглавляемый её главнокомандующим Дэн Хуа и политическим комиссаром Лай Чуаньчжу, имел численность более 100 000 военнослужащих и был развернут на полуострове Лэйчжоу и прилегающих прибрежных районах. 40-я и 43-я армии XV корпуса получили задание действовать в качестве авангарда кампании по захвату острова в декабре 1949 года. Коммунисты мобилизовали в общей сложности 2130 джонок и более 4000 гражданских моряков, а также колонне Цюнъя из 15000 человек (琼崖 纵队) на самом острове было приказано вести кампанию против островного гарнизона Гоминьдана, чтобы связать их, что привело бы к недостаточному сопротивлению на плацдармах, когда произойдет фактическая высадка.
1 февраля 1950 года Е Цзяньин, главнокомандующий и политический комиссар военного округа Гуандун, провел в Гуанчжоу совещание с офицерами XV корпуса IV полевой армии. На конференции было решено, что сначала будут проведены мелкомасштабные высадки, чтобы проверить слабость обороны острова и укрепить колонну Цюнъя на острове десантными войсками.

## Ход боевых действий
Гоминьдановцы безнаказанно бомбили коммунистические базы на Хайнане и полуострове Лэйчжоу; последние практически не имели средств ПВО. С конца февраля 1950 года НОАК усилила разведку посредством небольших высадок; большинство из них ускользнуло от обнаружения, так как были замаскированы рассредоточением. Более крупные перемещения произошли 10, 26 и 31 марта с использованием десятков джонок.
Главный десант НОАК начался в ночь на 16 апреля. Войска переправились на 318 джонках, разделенных на несколько волн. Несколько транспортов были потоплены ВВС и ВМФ Китайской Республики. Большая часть из 4000 потерь кампании произошла во время первого перехода. Коммунистические силы быстро сосредоточились. К утру 17 апреля на подготовленные плацдармы высадилось более 100 000 военнослужащих НОАК. Хайкоу на севере пал 23 апреля. Оборона войск Китайской Республики распалась из-за разобщенности командования и отсутствия снабжения, которые отступили на юг, преследуемые коммунистами. С острова было эвакуировано около 70 000 военнослужащих и беженцев. Города Санья и Юйлинь на юге перешли к коммунистам в течение семи дней после Хайкоу, что позволило КНР 1 мая объявить о победе.